# Ancyforowo (rejon rudniański)
Ancyforowo (ros. Анцифорово) – wieś (ros. деревня, trb. dieriewnia) w zachodniej Rosji, w osiedlu wiejskim Czistikowskoje rejonu rudniańskiego w obwodzie smoleńskim.

## Geografia
Miejscowość położona jest nad rzeką Studieniec, 7 km od przystanku kolejowego Lelekwinskaja i 6,5 km – od Wielino, 3,5 km od drogi federalnej R120 (Orzeł – Briańsk – Smoleńsk – granica z Białorusią), 25 km od centrum administracyjnego osiedla wiejskiego (Czistik), 30 km od centrum administracyjnego rejonu (Rudnia), 37 km od Smoleńska.
W granicach miejscowości znajduje się ulica Lesnaja (7 posesji).

## Demografia
W 2010 r. miejscowość nie posiadała mieszkańców.

## Historia
W czasie II wojny światowej od lipca 1941 roku dieriewnia była okupowana przez hitlerowców. Wyzwolenie nastąpiło w październiku 1943 roku.
Uchwałą z dnia 20 grudnia 2018 roku w skład jednostki administracyjnej Czistikowskoje weszły wszystkie miejscowości (w tym Ancyforowo) osiedla wiejskiego Smoligowskoje.